# Stahlgewitter
Stahlgewitter e trupa germană RAC, formată în 1995. Spectacolele ei sunt în întregime în limba germană.
În 2002 trupa a semnat cu editor german muzică PC Records, afacere aduce un mare succes, care au vandut 8000 de exemplare ale albumului "Politischer Soldat".

## Discografie
- 1996 - "Das eiserne Gebet"
- 1998 - "Germania"
- 2001 - "Amalek"
- 2002 - "Politischer Soldat"
- 2003 - "Germania über alles"
- 2006 - "Auftrag Deutsches Reich"
- 2008 - "Politischer Soldat - Neuauflage"